# Melissa Aldana

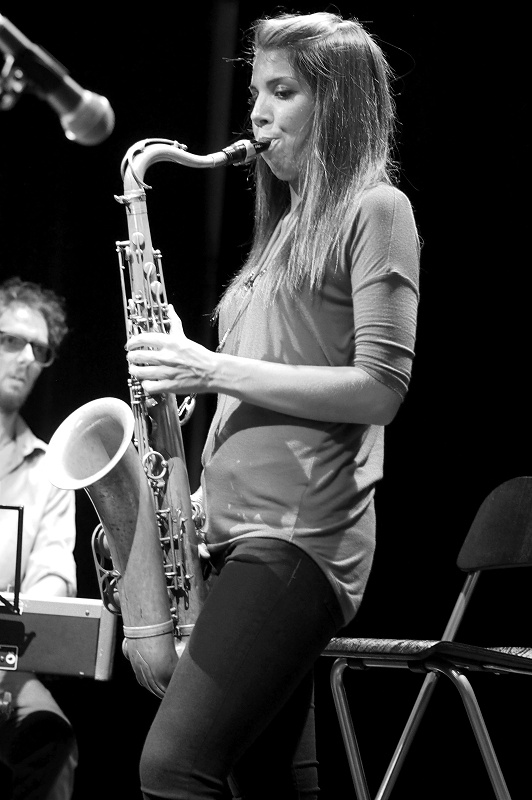
Melissa Aldana mit dem Jure Pukl Quartet (2015)

Melissa Aldana (* 3. Dezember 1988 in Santiago de Chile) ist eine chilenische Jazzmusikerin (Tenorsaxophon).

## Leben und Wirken
Aldana, deren Vater Marcos Aldana als Saxophonist 1991 Semi-Finalist in der Thelonious Monk International Jazz Saxophone Competition wurde, lernte ab dem Alter von sechs Jahren bei ihrem Vater Altsaxophon. Unter dem Einfluss von Sonny Rollins wechselte sie später aufs Tenorinstrument. Bereits im Alter von 16 Jahren spielte sie mit eigenen Bands in den wichtigen Jazzclubs von Chiles Hauptstadt. 2005 lud Danilo Pérez sie ein, auf dem  Panama Jazz Festival zu spielen. 2006 kam sie in die Vereinigten Staaten, wo sie am Berklee College of Music studierte.
Nach Beendigung ihres Studiums 2009 zog sie nach New York City, wo George Coleman ihr Mentor wurde und sie im Blue Note, im Smalls und im Lincoln Center auftrat. Nachdem sie 2010 ihr erstes Album Free Fall für Greg Osbys Label Inner Circle Music aufnahm, folgte 2012 Second Cycle und 2014 Melissa Aldana & Crash Trio (auf Concord, mit Pablo Menares, Bass, und Francisco Mela, Schlagzeug). Ein weiteres Album mit dem Crash Trio, Back Home, erschien 2016, wobei Jochen Rückert Mela am Schlagzeug ablöste. 2019 erschien auf Motéma Music ihr Quintettalbum Visions, das durch Gemälde von Frida Kahlo und ihre lateinamerikanischen Wurzeln inspiriert ist; auf ihm arbeitete sie mit Sam Harris, Pablo Menares, Tommy Crane und Joel Ross.
Aldana nahm weiterhin mit Carmen París, mit Terri Lyne Carrington und mit Simona Premazzi auf (The Lucid Dreamer) und präsentierte sich auch auf dem Monterey Jazz Festival, Barcelona Jazz Festival, Copenhagen Jazz Festival, Twin Cities Jazz Festival (Saint Paul (Minnesota)), Jazz Fest Wien, dem chilenischen Providencia Jazz Festival und auf Umbria Jazz. Mit Jakob Bro, Kirk Knuffke, Joe Martin, Jacob Sacks und RJ Miller trat sie 2014 auf dem SWR NEWJazz Meeting auf. 2019 lieferte sie mit ihrem Quartett (mit Gitarrist Lage Lund, Bassist Pablo Menares und Drummer Kush Abadey) auf dem JazzFest Berlin eines der interessantesten Konzerte. Mit Cécile McLorin Salvant, Renée Rosnes, Ingrid Jensen, Allison Miller, Noriko Ueda und Anat Cohen bildete sie das Septett Artemis, das 2020 das gleichnamige Album veröffentlichte. Sie wirkte auch bei Emmet Cohens Album Future Stride (2021) mit.

## Preise und Auszeichnungen
Aldana gewann 2013 die Thelonious Monk International Jazz Saxophone Competition. Weiterhin wurde sie mit dem nationalen Kunstpreis Altazor in Chile für das beste Album und mit dem Lincoln Center Martin E. Segal Award ausgezeichnet. 2015 gewann sie in den Down Beat Kritiker-Polls in der Rising Star Kategorie. 2019 erhielt sie für „Elsewhere“ (auf ihrem Album Visions, 2019) ihre erste Grammy-Nominierung in der Kategorie Bestes improvisiertes Jazzsolo.

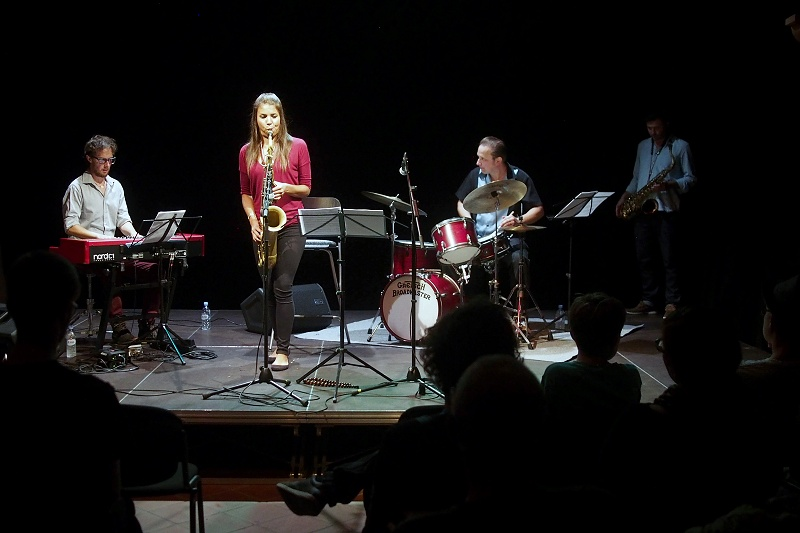
Melissa Aldana mit dem Jure Pukl Quartet (2015)

## Diskographische Hinweise
- Free Fall (Inner Circle Music, 2010)
- Second Cycle (Inner Circle Music, 2012)
- Melissa Aldana Crash Trio (Concord Jazz, 2014)
- Back Home (Wommusic, 2016)
- Visions (Mótema, 2019)
- 12 Stars (Blue Note Records, 2022)
- Echoes of the Inner Prophet (Blue Note Records, 2024)

## Belege
1. ↑  Besprechung Back Home (AllAboutJazz)
2. ↑  With »Visions«, Melissa Aldana Honors Frida Kahlo and the Legacy of Latina Art (Jazziz)
3. ↑  Charaktervoll und durchdacht (DLF)
4. ↑  Mauretta Heinzelmann: Groovy und balladesk (Jazz-Album der Woche). NDR, 9. September 2020, abgerufen am 14. September 2020.
5. ↑  Meet - Melissa Aldana (Memento vom 28. Januar 2015 im Internet Archive), Profil auf dem Webauftritt des Thelonious Monk Institute of Jazz
6. ↑  62nd Annual GRAMMY Awards (2019): Nominations - Best Improvised Jazz Solo (Elsewhere)

| Personendaten    | Personendaten                             |
| ---------------- | ----------------------------------------- |
| NAME             | Aldana, Melissa                           |
| KURZBESCHREIBUNG | chilenische Jazzmusikerin (Tenorsaxophon) |
| GEBURTSDATUM     | 3. Dezember 1988                          |
| GEBURTSORT       | Santiago de Chile                         |